# Thymus roegneri
Thymus roegneri (чебрець почерговоопушений як Thymus alternans) (Thymus roegneri) — вид рослин родини глухокропивові (Lamiaceae), поширений у чорноморсько-середземноморському регіоні.

## Опис
Багаторічна рослина 10–25 см завдовжки. Листки еліптичні, короткочерешчаті, 6–18 мм завдовжки і 2–8 мм завширшки.

## Поширення
Європа: Болгарія, Греція, Україна; Азія: Азербайджан, Вірменія, Грузія, Туреччина.
В Україні зростає на лісових галявинах, серед чагарників, на суходільних луках — у Карпатах (в нижньому лісовому поясі й передгір'ї).